# Teorema di deduzione
Nella logica matematica, il teorema di deduzione afferma che se una formula F è deducibile da un'altra formula E allora l'implicazione E → F è dimostrabile (ovvero è "deducibile" dall'insieme vuoto) e, viceversa, che se l'implicazione E → F è dimostrabile, allora la formula F è deducibile da E. In simboli, {\displaystyle E\vdash F} se e solo se {\displaystyle \vdash E\rightarrow F.}. Più in generale, esso afferma che, se da un insieme di formule Γ è dimostrabile E → F, allora F è deducibile dall'insieme di premesse [Γ + (E)].
Il teorema di deduzione può essere generalizzato ad una sequenza numerabile di formule tali che da
{\displaystyle E_{1},E_{2},...,E_{n-1},E_{n}\vdash F}, si inferisce
{\displaystyle E_{1},E_{2},...,E_{n-1}\vdash E_{n}\rightarrow F}, e così via fino a
{\displaystyle \vdash E_{1}\rightarrow (...(E_{n-1}\rightarrow (E_{n}\rightarrow F))...)}.
Il teorema di deduzione è un meta-teorema: è usato per dedurre dimostrazioni in una certa teoria sebbene non sia un teorema della stessa teoria.